# Ervin Omić
Ervin Omić (Ried im Innkreis, 20 de enero de 2003) es un futbolista austríaco que juega de centrocampista en el Wisła Cracovia de la I Liga de Polonia.

## Trayectoria
Comenzó su carrera en el SV Ried en 2011, permaneciendo en el club hasta enero de 2017, cuando se incorporó a la academia del Red Bull Salzburgo, con 13 años.
En 2019 se trasladó a la Juventus, donde inicialmente jugó con su equipo sub-16. La temporada siguiente fue promovido al equipo sub-17: a su regreso de una lesión, también se le dio el brazalete de capitán. Terminó la temporada 2019-20 marcando 6 goles en 9 partidos. Para la temporada 2020-2021 fue ascendido al equipo sub-19, donde jugó 25 partidos sin marcar goles. En la temporada 2021-22, disputó 33 partidos con el equipo italiano, y les ayudó a llegar a las semifinales de la Liga Juvenil de la UEFA, la mejor clasificación de su historia en la competición.
El 16 de marzo de 2022 debutó como profesional con la Juventus Next Gen -el equipo de reserva de la Juventus de Turín-, entrando como suplente en el minuto 87 de una derrota por 2-1 contra el Calcio Lecco 1912.
El 18 de junio de 2022 se incorporó al Wolfsberger AC con un acuerdo permanente, firmando un contrato de tres años.

## Selección nacional
Es elegible para representar tanto a Austria como a Bosnia y Herzegovina a nivel internacional.
Como internacional juvenil, ha rendido pleitesía a su antiguo país, habiendo jugado en todas las categorías inferiores hasta la selección sub-19.
En junio de 2022 fue incluido en la selección que representó a Austria en el Campeonato Europeo de la UEFA Sub-19 2022 en Eslovaquia.

## Estilo de juego
Centrocampista diestro y polivalente, puede jugar tanto en posiciones más defensivas como más ofensivas, así como de central. También ha sido elogiado por sus habilidades como lanzador de penaltis y de tiros libres.
Citó a Miralem Pjanić como su principal modelo a seguir.

## Estadísticas

### Clubes
Actualizado al último partido disputado el 30 de octubre de 2024.
| Club                       | Div.          | Temporada     | Liga  | Liga  | Copas nacionales | Copas nacionales | Copas internacionales | Copas internacionales | Total | Total |
| Club                       | Div.          | Temporada     | Part. | Goles | Part.            | Goles            | Part.                 | Goles                 | Part. | Goles |
| -------------------------- | ------------- | ------------- | ----- | ----- | ---------------- | ---------------- | --------------------- | --------------------- | ----- | ----- |
| Juventus Next Gen · Italia | 3.ª           | 2021-22       | 1     | 0     | 0                | 0                | —                     | —                     | 1     | 0     |
| Juventus Next Gen · Italia | Total club    | Total club    | 1     | 0     | 0                | 0                | 0                     | 0                     | 1     | 0     |
| Wolfsberger AC · Austria   | 1.ª           | 2022-23       | 27    | 0     | 3                | 0                | 2                     | 0                     | 32    | 0     |
| Wolfsberger AC · Austria   | 1.ª           | 2023-24       | 26    | 2     | 2                | 0                | ―                     | ―                     | 28    | 2     |
| Wolfsberger AC · Austria   | 1.ª           | 2024-25       | 8     | 1     | 3                | 0                | ―                     | ―                     | 11    | 1     |
| Wolfsberger AC · Austria   | Total club    | Total club    | 61    | 3     | 8                | 0                | 2                     | 0                     | 71    | 3     |
| Total carrera              | Total carrera | Total carrera | 62    | 3     | 8                | 0                | 2                     | 0                     | 72    | 3     |

## Palmarés

### Títulos nacionales
| Título          | Club           | País    | Año  |
| --------------- | -------------- | ------- | ---- |
| Copa de Austria | Wolfsberger AC | Austria | 2025 |